# Jogo do Copo
Jogo do Copo é um filme de terror produzido no Brasil, dirigido por Amanda Maya e lançado em 2013.